# Специјалне болнице у Србији
Специјалне болнице у Србији су специјализоване или специјалне установе у систему здравства Републике Србије  за једну врсту или групу обољења, указујући на предоминантни тип услуга, односно лечења које обезбеђују становништву. Њихова специфичност је у том што продужено болничко лечење и нега, у овим установа због врсте болести и степена онеспособљености хоспитализованих траје дуже од 30 дана (дуготрајна хоспитализација).

## Врсте специјалних болница
По својој организацији и функционисању разликује се неколико врста специјалних болница:
- специјалне болнице за акутна стања и обољења,
- специјалне болнице за хроничне болести, пре свега за болничко лечење оболелих од туберкулозе и неспецифичних плућних болести,
- специјалне болнице за лечење оболелих од шећерне болести и других метаболичких поремећаја,
- специјалне болнице за психијатријске болести
- специјалне болнице за рехабилитацију.

### Специјалне болнице за психијатријске болести
Специјалне болнице за психијатријске болести, као што им и сам назив каже намењене су за лечење психијатријских болесника који пре свега захтевају дуготрајно лечење (просечна дужина хоспитализације таквих болесника износила је преко 178 дана).
У специјалним болницама за психијатријске болести у Републици Србије налази се до 3.250  стандардних болесничких постеља, што није довољно па се њихово лечење обављало и у оквиру општих болница (1.126 болничких постеља), 65 постеља у Специјалној болници за болести зависности у Београду, 500 постеља у Клиници за психијатријске болести „Др Лаза Лазаревић”, 10 постеља у Клиници за неурологију и психијатрију за децу и омладину, 120 постеља у оквиру Института за ментално здравље, психијатријских одељења клиничко-болничких и клиничких центара, војних здравствених установа. Што је све укупно чини око 5.300 болничких постеља за психијатријске болести.
У оквиру 3.250 предвиђених  болничких постеља:
- до 1.500 постеља користи се за збрињавање и лечење психотичних поремећаја у акутној фази, болести зависности, за форензичку психијатрију, психогеријатрију и психосоцијалну рехабилитацију,
- до 1.750 постеља за хоспитализацију пацијената оболелих од хроничних психијатријских болести.

#### Списак болница
- Специјална болница за психијатријске болести Нови Кнежевац (300 постеља)
- Специјална болница за психијатријске болести Вршац (900 постеља)
- Специјална болница за психијатријске болести Ковин (1.00 постеља)
- Специјална болница за психијатријске болести „Горња Топоница”, Ниш (800 постеља)

### Специјалне болнице за плућне болести
Специјалне болнице за плућне болести намењене су за за краткотрајну хоспитализацију (чине их 954 постеље „пнеумофтизиолошких” служби у општим болницама, на којима је преко 21.100 хоспитализованих у просеку лечено око 10 дана годишње), затим пулмолошке постеље на клиникама, у институтима,
клиничко-болничким и клиничким центрима) и у болницама за продужено лечење и дуготрајну хоспитализацију.
Специјалне болнице за плућне болести служе пре свега за продужено лечење, а мање за дуготрајну хоспитализацију, највећим делом оболелих од неспецифичних плућних болести (примарних и метастатских тумора плућа, хроничне опструктивне болести плућа, астме, плућних инфекција), а у око 10% својих постељних капацитета и оболелих од туберкулозе.

#### Списак болница
За болничко лечење оболелих од туберкулозе и неспецифичних плућних болести, користе се капацитети, ових болница:
- Специјална болница за плућне болести Зрењанин (160 постеља)
- Специјална болница за плућне болести Бела Црква (200 постеља)
- Специјална болница за неспецифичне плућне болести „Сокобања” (150 постеља)
- Специјална болница за пућне болести „Озрен”, Сокобања (290 постеља)
- Специјална болница за плућне болести Сурдулица (100 постеља)

### Специјалне болнице за рехабилитацију
Специјалне болнице за рехабилитацију су стационарне установе специјализоване за рехабилитацију као део континуираног продужетка лечења и рехабилитације, у оквиру одређеног индикационог подручја, када се функционалне сметње не могу ублажити или отклонити са подједнаком ефикасношћу у амбулантно-поликлиничким условима и у оквиру болничког лечења основне болести.
У овим болницама продужена рехабилитација обезбеђује за следећа индикациона подручја: 
- неуролошка обољења,
- обољења срца и крвних судова,
- обољења периферних крвних судова,
- реуматска обољења,
- обољења респираторног система,
- повреде и обољења локомоторног система,
- ендокринолошка обољења.

#### Специјална болница за рехабилитацију и ортопедску протетику Београд
Специјална болница за рехабилитацију и ортопедску протетику (ранији назив Завод за протетику) је специјализована болничка установа за протетичку и ортотичку рехабилитацију, јединствена установа на територији Србије и научно-наставна база Медицинског факултета у Београду.
Завод за протетику је основан 1954. године, по узору на америчке болнице за рехабилитацију жртава рата. Од тада рехабилитација у Заводу подразумева рад у тиму који чине: лекар специјалиста физикалне медицине и рехабилитације, медицинска сестра, терапеут (физиотерапеут, радни терапеут, окупациони терапеут), дефектолог, психолог, социјални радник, протетичар/ортотичар и консултанти.
Рехабилитациони капацитет Специјалне болнице се састоји од: 3 сале за кинезитерапију, кабинет за електротерапију, кабинет за радну и окупациону терапију. Производни капацитет Специјалне болнице чини кабинет за израду привремених и дефинитивних протеза и ортоза (мерачница, кабинет за ламинацију, термопластика).
У Специјалној болници ради 16 лекара специјалиста физикалне медицине, 1 лекар специјалиста интерне медицине, 16 протетичара - ортотичара, 24 терапуета, 32 медицинске сестре, 3 психолога, 3 дефектолога, 3 социјална радника.
Специјална болница прати светске трендове у изради протеза и ортоза. Чланови главног протетичко - ортотичког тима Специјалне болнице су представници у Board of Serbia of ISPO (Међународно удружење протетичара и ортотичара).
Апликативна служба је у почетку функционисала као мањи погон за израду привремених протеза за горње и доње екстремитете и израду дефинитивних протеза само за тешке случајеве. Међу првима у свету (1964) је почела са коришћењем пластичних маса у изради лежишта за протезе. Временом, ова служба се развила у велики погон за израду протеза за горње и доње екстремитете а у условима рата и ембарга је преузела највећи део оптерећења за референтно подручје.

## Списак болница[7]
|    | Назив болнице                                                                            | Постеља за рехабилитацију | Индикације за рехабилитацију |
| -- | ---------------------------------------------------------------------------------------- | ------------------------- | --- |
| 1  | Специјална болница за рехабилитацију Меленци                                             | 300                       | Неуролошка обољења, реуматска обољења и повреде и обољења локомоторног система |
| 2  | Специјална болница за рехабилитацију Бања Кањижа                                         | 140                       | Неуролошка обољења, реуматска обољења и повреде и обољења локомоторног система; |
| 3  | Специјална болница за рехабилитацију „Јунаковић” Апатин                                  | 140                       | Неуролошка обољења, реуматска обољења, повреде и обољења локомоторног система и ендокринолошка обољења                                                                                                  |
| 4  | Специјална болница за неуролошка и посттрауматска стања Стари Сланкамен                  | 295                       | Неуролошка обољења, реуматска обољења и повреде и обољења локомоторног система |
| 5  | Специјална болница за рехабилитацију Врдник                                              | 90                        | Реуматска обољења и повреде и обољења локомоторног система |
| 6  | Специјална болница за рехабилитацију Бања Ковиљача                                       | 200                       | Реуматска обољења, повреде и обољења локомоторног система и рехабилитацију деце |
| 7  | Специјална болница за рехабилитацију „Буковичка Бања”, Аранђеловац                       | 50                        | Реуматска обољења, обољења респираторног система, повреде и обољења локомоторног система и рехабилитацију деце;                                                                                         |
| 8  | Специјална болница за неспецифичне плућне болести „Сокобања”, Сокобања                   | 165                       | Реуматска обољења, обољења респираторног система, повреде и обољења локомоторног система и рехабилитацију деце;                                                                                         |
| 9  | Специјална болница за рехабилитацију „Гамзиград”, Зајечар                                | 90                        | Неуролошка обољења, обољења периферних крвних судова, реуматска обољења и повреде и обољења локомоторног система                                                                                        |
| 10 | Специјална болница за болести штитасте жлезде и болести метаболизма „Златибор”, Чајетина | 70                        | Реуматска обољења, повреде и обољења локомоторног система, ендокринолошка обољења и рехабилитацију деце                                                                                                 |
| 11 | Специјална болница за рехабилитацију Ивањица                                             | 90                        | Реуматска обољења, обољења респираторног система и повреде и обољења локомоторног система и онколошку рехабилитацију деце                                                                               |
| 12 | Специјална болница за лечење и рехабилитацију „Меркур” Врњачка Бања                      | 300                       | Неуролошка обољења, реуматска обољења, повреде и обољења локомоторног система и ендокринолошка обољења                                                                                                  |
| 13 | Специјална болница за рехабилитацију „Агенс”, Матарушка Бања, Краљево                    | 140                       | Неуролошка обољења, реуматска обољења и повреде и обољења локомоторног система; |
| 14 | Специјална болница за прогресивне мишићне и неуромишићне болести Нови Пазар              | 100                       | Неуролошка обољења, реуматска обољења, повреде и обољења локомоторног система и рехабилитацију деце |
| 15 | Специјална болница за рехабилитацију „Рибарска Бања”, Крушевац                           | 260                       | Неуролошка обољења, реуматска обољења и повреде и обољења локомоторног система |
| 16 | Институт за лечење и рехабилитацију „Нишка Бања”, Ниш                                    | 350                       | Обољења срца и крвних судова, реуматска обољења и повреде и обољења локомоторног система |
| 17 | Специјална болница за рехабилитацију „Гејзер”, Сијаринска Бања, Медвеђа                  | 50                        | Реуматска обољења и повреде и обољења локомоторног система |
| 18 | Специјална болница за рехабилитацију Бујановац                                           | 40                        | Обољења периферних крвних судова, реуматска обољења и повреде и обољења локомоторног система |
| 19 | Специјална болница за рехабилитацију „Врањска Бања”, Врање                               | 30                        | Реуматска обољења и повреде и обољења локомоторног система |
| 20 | Институт за рехабилитацију, Београд                                                      | 370                       | Неуролошка обољења, обољења срца и крвних судова, реуматска обољења, обољења респираторног система и повреде, обољења локомоторног система и рехабилитацију деце, укључујући и онколошку рехабилитацију |

### Специјалне болнице за акутна и хронична обољења и стања
Специјалне болнице за акутна и хронична обољења и стања намењене су за пружање краткотрајне хоспитализације једне групе обољења (акутна стања и обољења или хронична интернистичка и неуромускуларна обољења и стања).
Карактеришу их значајно различите вредности показатеља структуре и функционисања.

#### Списак болница
- Специјална болница за реуматске болести Нови Сад (70 постеља)
- Специјална болница за интерне болести Младеновац (127 постеља)
- Специјална болница за ендемску нефропатију Лазаревац (30 постеља)
- Специјална болница за болести зависности (65 постеља)
- Специјална болница за цереброваскуларне болести „Свети Сава” (250 постеља)
- Специјална болница за интерне болести Врњачка Бања (70 постеља)

### Специјалне болнице за лечење оболелих од шећерне болести и других метаболичких поремећаја
За болничко лечење оболелих од шећерне болести, метаболичких и других поремећаја користе се капацитети специјалних болница у: 
- Специјална болница за рехабилитацију „Буковичка Бања”, Аранђеловац
- Специјална болница за лечење и рехабилитацију „Меркур” Врњачка Бања
- Специјална болница за рехабилитацију „Гамзиград”, Зајечар
- Специјална болница за болести штитасте жлезде и болести метаболизма „Златибор”, Чајетина